# عبد العزيز بن عبد الله بن لعبون
عبد العزيز بن عبد الله بن لعبون جيولوجي ورحالة ومؤرخ سعودي متخصص في جيولوجيا النفط، امتد اهتمامه من الجيولوجيا وتاريخ النفط في المملكة العربية السعودية إلى مجالات أخرى من بينها التاريخ والأدب الشعبي. صدر له العديد من المؤلفات من أبرزها كتاب (مسيرة اكتشاف وصناعة النفط في المملكة العربية السعودية)، وكتاب (المؤرخون النجديون وآثارهم).

## التعليم
- حاصل على درجة الأستاذية (بروفيسور) في مجال الدراسات الجيولوجية والنفطية من جامعة الملك سعود عام 2012م.[5]
- حاصل على درجة الدكتوراه في جيولوجيا النفط من جامعة الملك عبد العزيز عام 1982م.
- حاصل على درجة الماجستير في جيولوجيا من جامعة تلسا أوكلاهوما في أمريكا عام 1977م.
- حاصل على الشهادة الجامعية تخصص جيولوجيا – كيمياء من جامعة الرياض (جامعة الملك سعود حالياً) عام 1973م.[6]

## العمل
- عمل في إدارة المساحة الجوية في وزارة البترول والثروة المعدنية من عام 1967م إلى عام 1969م.
- عمل في شركة الزيت العربية المحدودة في الخفجي من عام 1973م إلى عام 1980م.
- عمل في شركة أرامكو السعودية من عام 1980م إلى عام 1999م.[7]
- عمل أستاذاً للجيولوجيا في جامعة الملك سعود.[8]

## الإصدارات
- (مسيرة اكتشاف وصناعة النفط في المملكة العربية السعودية).
- (السجل الوثائقي المصور لصناعة النفط في المملكة العربية السعودية).
- (اتفاقيات النفط والمعادن في المملكة العربية السعودية).
- (صناعة النفط في عهد خادم الحرمين الشريفين الملك فهد بن عبد العزيز آل سعود).
- (سقطات كتاب قصة اكتشاف النفط في المملكة العربية السعودية).
- (العيص والزلازل).[9]
- (دحول الصمان: المنكشفات).
- (دحول الصمان: الدحل الأخضر).[10]
- (متى يعود الجليد إلى جزيرة العرب؟).
- (بعثة الجمعية الجيولوجية الأمريكية للقارة القطبية المتجمدة).[11][12]
- (أمير شعراء النبط محمد بن لعبون: سيرته ودراسة في شعره).[13]
- (تاريخ ابن لعبون).[14]
- (المؤرخون النجديون وآثارهم).[15]
- (على منوال .. ياليل الصب متى غده) صدر عام 2011.[16]
- (مصنفات المؤرخ النسابة حمد بن محمد بن لعبون) صدر عام 2014.
- (أبحاث ندوة تاريخ ابن لعبون) صدر عام 2014.
- (نقولات عنوان المجد من تاريخ ابن لعبون) صدر عام 2014.[17]

كما شارك في تحرير عدد من الأعمال الموسوعية منها:
- (أطلس الصور الفضائية للمملكة العربية السعودية). وصدر عن مؤسسة سلطان بن عبد العزيز آل سعود الخيرية.[18]
- (أطلس المملكة العربية السعودية).
- (موسوعة المملكة العربية السعودية).[19]
- (الأطلس البيئي للمملكة العربية السعودية).